# 2MASS J16142048+0046434
2MASS J16142048+0046434 ist ein Objekt der Spektralklasse L2 im Sternbild Schlange. Er wurde 2002 von Suzanne L. Hawley et al. entdeckt. Seine Position verschiebt sich aufgrund seiner Eigenbewegung jährlich um 0,065 Bogensekunden.